# Wspólnota administracyjna Tröstau
Wspólnota administracyjna Tröstau – wspólnota administracyjna (niem. Verwaltungsgemeinschaft) w Niemczech, w kraju związkowym Bawaria, w rejencji Górna Frankonia, w regionie Oberfranken-Ost, w powiecie Wunsiedel im Fichtelgebirge. Siedziba wspólnoty znajduje się w miejscowości Tröstau. Powstała 1 maja 1978.
Wspólnota administracyjna zrzesza trzy gminy wiejskie (Gemeinde):
- Bad Alexandersbad, 1 187 mieszkańców, 8,94 km²
- Nagel, 1 802 mieszkańców, 7,79 km²
- Tröstau, 2 482 mieszkańców, 19,28 km²